# Consolato della Repubblica di Pisa
Il Consolato della Repubblica di Pisa fu la maggiore istituzione governativa presente a Pisa tra l'XI e il XII secolo. In seguito, perse importanza a favore della podesteria.

## Storia
Nel 1081, Enrico IV di Franconia concesse alla città di Pisa il diritto di eleggere i propri rappresentanti che andavano a formare il consolato.
Intorno al XIII secolo la podesteria divenne la maggiore istituzione governativa della repubblica di Pisa a discapito del consolato.

## Elenco dei consoli

### Dal 1081 al 1189
Elenco parziale dei consoli della repubblica di Pisa tra il 1081 e il 1189.
| N° | Periodo                           | Console                              | Famiglia      |
| -- | --------------------------------- | ------------------------------------ | ------------- |
| 1  | agosto 1087 - ?                   | Pietro Visconti                      | Visconti      |
| 1  | agosto 1087 - ?                   | Lamberto Orlandi                     | Orlandi       |
| 1  | agosto 1087 - ?                   | Sismondo Baldovinaschi               | Baldovinaschi |
| 1  | agosto 1087 - ?                   | Glandolfo Carletti                   | Carletti      |
| 2  | 25 marzo 1091 - 24 marzo 1092     | Pietro Visconti                      | Visconti      |
| 2  | 25 marzo 1091 - 24 marzo 1092     | Ranieri Matti                        | Matti         |
| 2  | 25 marzo 1091 - 24 marzo 1092     | Torno Baldovinaschi                  | Baldovinaschi |
| 2  | 25 marzo 1091 - 24 marzo 1092     | Marignano Marignani                  | Marignani     |
| 2  | 25 marzo 1091 - 24 marzo 1092     | Bernardo Gualandi                    | Gualandi      |
| 2  | 25 marzo 1091 - 24 marzo 1092     | Enrico                               | ?             |
| 3  | 11 dicembre 1109 - ?              | Ildebrando Visconti                  | Visconti      |
| 3  | 11 dicembre 1109 - ?              | Teperto Duodi                        | Duodi         |
| 3  | 11 dicembre 1109 - ?              | Gherardo                             | ?             |
| 3  | 11 dicembre 1109 - ?              | Leone                                | ?             |
| 4  | 18 aprile 1111 - 31 dicembre 1112 | Manfredi Orlandi                     | Orlandi       |
| 4  | 18 aprile 1111 - 31 dicembre 1112 | Gualando Gualandi                    | Gualandi      |
| 4  | 18 aprile 1111 - 31 dicembre 1112 | Alberto Casalberti                   | Casalberti    |
| 4  | 18 aprile 1111 - 31 dicembre 1112 | Baldovino Baldovinaschi              | Baldovinaschi |
| 4  | 18 aprile 1111 - 31 dicembre 1112 | Pandolfo                             | ?             |
| 4  | 18 aprile 1111 - 31 dicembre 1112 | Albieri                              | ?             |
| 4  | 18 aprile 1111 - 31 dicembre 1112 | Ildebrando                           | ?             |
| 5  | 1113 - 1115                       | Gherardo Visconti (di Gherardo)      | Visconti      |
| 5  | 1113 - 1115                       | Gherardo Visconti (di Ugo)           | Visconti      |
| 5  | 1113 - 1115                       | Pietro Visconti                      | Visconti      |
| 5  | 1113 - 1115                       | Ildebrando Orlandi                   | Orlandi       |
| 5  | 1113 - 1115                       | Azzo Marignani                       | Marignani     |
| 5  | 1113 - 1115                       | Erizo Erizi                          | Erizi         |
| 5  | 1113 - 1115                       | Enrico Sismondi                      | Sismondi      |
| 5  | 1113 - 1115                       | Dodone Duodi                         | Duodi         |
| 5  | 1113 - 1115                       | Rodolfo Baldovinaschi                | Baldovinaschi |
| 5  | 1113 - 1115                       | Lamberto                             | ?             |
| 5  | 1113 - 1115                       | Robertino                            | ?             |
| 5  | 1113 - 1115                       | Lotario                              | ?             |
| 6  | 8 maggio 1116 - 30 agosto 1116    | Ugo Visconti                         | Visconti      |
| 6  | 8 maggio 1116 - 30 agosto 1116    | Pietro Visconti                      | Visconti      |
| 6  | 8 maggio 1116 - 30 agosto 1116    | Gherardo Visconti                    | Visconti      |
| 6  | 8 maggio 1116 - 30 agosto 1116    | Alberto Casalberti                   | Casalberti    |
| 6  | 8 maggio 1116 - 30 agosto 1116    | Gualando Gualandi                    | Gualandi      |
| 6  | 8 maggio 1116 - 30 agosto 1116    | Teperto Duodi                        | Duodi         |
| 6  | 8 maggio 1116 - 30 agosto 1116    | Azzo Marignani                       | Marignani     |
| 6  | 8 maggio 1116 - 30 agosto 1116    | Ugo                                  | ?             |
| 6  | 8 maggio 1116 - 30 agosto 1116    | Pietro                               | ?             |
| 7  | 1125 - ?                          | Ugo Visconti                         | Visconti      |
| 7  | 1125 - ?                          | Gherardo Visconti                    | Visconti      |
| 7  | 1125 - ?                          | Ugo                                  | ?             |
| 7  | 1125 - ?                          | Uberto                               | ?             |
| 7  | 1125 - ?                          | Enrico                               | ?             |
| 7  | 1125 - ?                          | Ildebrando                           | ?             |
| 7  | 1125 - ?                          | Pietro                               | ?             |
| 8  | 1126 - ?                          | Gherardo Visconti                    | Visconti      |
| 8  | 1126 - ?                          | Ildebrando Orlandi                   | Orlandi       |
| 8  | 1126 - ?                          | Gualando Gualandi                    | Gualandi      |
| 8  | 1126 - ?                          | Enrico Sismondi                      | Sismondi      |
| 8  | 1126 - ?                          | Ildebrando Casapieri                 | Casapieri     |
| 8  | 1126 - ?                          | Pietro Albizzone Casapieri           | Casapieri     |
| 8  | 1126 - ?                          | Ranieri                              | ?             |
| 8  | 1126 - ?                          | Enrico                               | ?             |
| 8  | 1126 - ?                          | Albertino                            | ?             |
| 9  | 13 aprile 1128 - ?                | Gherardo Visconti                    | Visconti      |
| 9  | 13 aprile 1128 - ?                | Rodolfino Orlandi                    | Orlandi       |
| 9  | 13 aprile 1128 - ?                | Enrico Sismondi                      | Sismondi      |
| 9  | 13 aprile 1128 - ?                | Ildebrando Casapieri                 | Casapieri     |
| 9  | 13 aprile 1128 - ?                | Dodone Duodi                         | Duodi         |
| 9  | 13 aprile 1128 - ?                | Ranieri                              | ?             |
| 9  | 13 aprile 1128 - ?                | Enrico                               | ?             |
| 10 | 1134 - ?                          | Lamberto I Cane Sismondi             | Sismondi      |
| 10 | 1134 - ?                          | Erizo Erizi                          | Erizi         |
| 10 | 1134 - ?                          | Lamberto                             | ?             |
| 10 | 1134 - ?                          | Azzopardo                            | ?             |
| 11 | 1135 - ?                          | Gherardo Gaetano Gaetani             | Gaetani       |
| 11 | 1135 - ?                          | Rodolfo Orlandi                      | Orlandi       |
| 11 | 1135 - ?                          | Pietro Casapieri                     | Casapieri     |
| 11 | 1135 - ?                          | Pietro Ebriaci                       | Ebriaci       |
| 11 | 1135 - ?                          | Sismondo Conetti Sismondi            | Sismondi      |
| 11 | 1135 - ?                          | Trasmondo                            | ?             |
| 11 | 1135 - ?                          | Guglielmo                            | ?             |
| 11 | 1135 - ?                          | Ranieri                              | ?             |
| 11 | 1135 - ?                          | Enrico                               | ?             |
| 12 | 1137 - ?                          | Gherardo Visconti                    | Visconti      |
| 12 | 1137 - ?                          | Gherardo Gaetani                     | Gaetani       |
| 12 | 1137 - ?                          | Lanfranco Lanfranchi                 | Lanfranchi    |
| 12 | 1137 - ?                          | Ranieri Bottaccio Gualandi           | Gualandi      |
| 12 | 1137 - ?                          | Sismondo Conetti Sismondi            | Sismondi      |
| 12 | 1137 - ?                          | Gallo Casalei                        | Casalei       |
| 12 | 1137 - ?                          | Pietro Casapieri                     | Casapieri     |
| 12 | 1137 - ?                          | Signoretto                           | ?             |
| 12 | 1137 - ?                          | Guido                                | ?             |
| 13 | 1138 - ?                          | Dodone Duodi                         | Duodi         |
| 13 | 1138 - ?                          | Ugo Casalei                          | Casalei       |
| 13 | 1138 - ?                          | Pietro Casapieri                     | Casapieri     |
| 13 | 1138 - ?                          | Villano Ricucchi                     | Ricucchi      |
| 13 | 1138 - ?                          | Rainolfo                             | ?             |
| 13 | 1138 - ?                          | Orso                                 | ?             |
| 13 | 1138 - ?                          | Gattabianca                          | ?             |
| 14 | 25 luglio 1139 - ?                | Gherardo Visconti                    | Visconti      |
| 14 | 25 luglio 1139 - ?                | Pelavicino Gualandi                  | Gualandi      |
| 14 | 25 luglio 1139 - ?                | Anfosso Anfossi                      | Anfossi       |
| 14 | 25 luglio 1139 - ?                | Albizzone Casapieri                  | Casapieri     |
| 14 | 25 luglio 1139 - ?                | Ugo Duodi                            | Duodi         |
| 14 | 25 luglio 1139 - ?                | Riccio                               | ?             |
| 14 | 25 luglio 1139 - ?                | Bulgarino                            | ?             |
| 14 | 25 luglio 1139 - ?                | Mancio                               | ?             |
| 14 | 25 luglio 1139 - ?                | Riccio (da San Casciano)             | ?             |
| 15 | maggio 1141 - ?                   | Gherardo Visconti                    | Visconti      |
| 15 | maggio 1141 - ?                   | Guglielmo                            | ?             |
| 15 | maggio 1141 - ?                   | Bulgarino                            | ?             |
| 16 | maggio 1142 - ?                   | Pietro Visconti                      | Visconti      |
| 16 | maggio 1142 - ?                   | Anfosso Anfossi                      | Anfossi       |
| 16 | maggio 1142 - ?                   | Sismondo Sismondi                    | Sismondi      |
| 16 | maggio 1142 - ?                   | Ciolus Riccio                        | Riccio        |
| 16 | maggio 1142 - ?                   | Alberto Casalberti                   | Casalberti    |
| 16 | maggio 1142 - ?                   | Uguccione                            | ?             |
| 16 | maggio 1142 - ?                   | Gattabianca                          | ?             |
| 17 | 1140 - 1143                       | Gusfredo Visconti                    | Visconti      |
| 17 | 1140 - 1143                       | Ugo Gaetani                          | Gaetani       |
| 17 | 1140 - 1143                       | Alberto Casalberti                   | Casalberti    |
| 17 | 1140 - 1143                       | Alberto Botro                        | Botro         |
| 17 | 1140 - 1143                       | Gherardo Rosso                       | Rosso         |
| 17 | 1140 - 1143                       | Sigerio                              | ?             |
| 17 | 1140 - 1143                       | Tagliapagano                         | ?             |
| 18 | 10 novembre 1144 - ?              | Gherardo Visconti                    | Visconti      |
| 18 | 10 novembre 1144 - ?              | Pietro Visconti                      | Visconti      |
| 18 | 10 novembre 1144 - ?              | Riccio Orlandi                       | Orlandi       |
| 18 | 10 novembre 1144 - ?              | Sicherio Gualandi                    | Gualandi      |
| 18 | 10 novembre 1144 - ?              | Cortevecchia Gualandi                | Gualandi      |
| 18 | 10 novembre 1144 - ?              | Ranieri Bottaccio Gualandi           | Gualandi      |
| 18 | 10 novembre 1144 - ?              | Bolso Casapieri                      | Casapieri     |
| 18 | 10 novembre 1144 - ?              | Ildebrando Casalberti                | Casalberti    |
| 18 | 10 novembre 1144 - ?              | Sismondo Sismondi                    | Sismondi      |
| 18 | 10 novembre 1144 - ?              | Cinnamo Omici                        | Omici         |
| 18 | 10 novembre 1144 - ?              | Villano Ricucchi                     | Ricucchi      |
| 18 | 10 novembre 1144 - ?              | Bernotto                             | ?             |
| 18 | 10 novembre 1144 - ?              | Bulgarino                            | ?             |
| 18 | 10 novembre 1144 - ?              | Buiti                                | ?             |
| 19 | 22 settembre 1147 - ?             | Uguccione Gualandi                   | Gualandi      |
| 19 | 22 settembre 1147 - ?             | Ventrilio Matti                      | Matti         |
| 19 | 22 settembre 1147 - ?             | Leone Casalberti                     | Casalberti    |
| 20 | 30 agosto 1152 - 18 novembre 1152 | Sicherio Gualandi                    | Gualandi      |
| 20 | 30 agosto 1152 - 18 novembre 1152 | Villano Ricucchi                     | Ricucchi      |
| 20 | 30 agosto 1152 - 18 novembre 1152 | Glandolfo Baldovinaschi              | Baldovinaschi |
| 20 | 30 agosto 1152 - 18 novembre 1152 | Ventrilio Matti                      | Matti         |
| 20 | 30 agosto 1152 - 18 novembre 1152 | Borgo                                | ?             |
| 20 | 30 agosto 1152 - 18 novembre 1152 | Rustico                              | ?             |
| 20 | 30 agosto 1152 - 18 novembre 1152 | Gherardo                             | ?             |
| 20 | 30 agosto 1152 - 18 novembre 1152 | Lamberto                             | ?             |
| 20 | 30 agosto 1152 - 18 novembre 1152 | Ardecasa                             | ?             |
| 20 | 30 agosto 1152 - 18 novembre 1152 | Maimone                              | ?             |
| 20 | 30 agosto 1152 - 18 novembre 1152 | Ildebrando                           | ?             |
| 20 | 30 agosto 1152 - 18 novembre 1152 | Pietro                               | ?             |
| 20 | 30 agosto 1152 - 18 novembre 1152 | Gherardo                             | ?             |
| 20 | 30 agosto 1152 - 18 novembre 1152 | Gattabianca                          | ?             |
| 21 | 1153 - ?                          | Pietro Visconti                      | Visconti      |
| 21 | 1153 - ?                          | Rodolfo Orlandi                      | Orlandi       |
| 21 | 1153 - ?                          | Marzucco Gaetani                     | Gaetani       |
| 21 | 1153 - ?                          | Cortevecchia Gualandi                | Gualandi      |
| 21 | 1153 - ?                          | Sismondo Sismondi                    | Sismondi      |
| 21 | 1153 - ?                          | Enrico Federici                      | Federici      |
| 21 | 1153 - ?                          | Buiti                                | ?             |
| 21 | 1153 - ?                          | Bulgarino                            | ?             |
| 22 | 1154 - ?                          | Sicherio Gualandi                    | Gualandi      |
| 22 | 1154 - ?                          | Glandolfo Baldovinaschi              | Baldovinaschi |
| 22 | 1154 - ?                          | Cocco Griffi                         | Griffi        |
| 22 | 1154 - ?                          | Tedice Erizi                         | Erizi         |
| 22 | 1154 - ?                          | Ranieri Vernagallo Casalei           | Casalei       |
| 22 | 1154 - ?                          | Landolfo                             | ?             |
| 22 | 1154 - ?                          | Pucignaco                            | ?             |
| 22 | 1154 - ?                          | Pandolfo                             | ?             |
| 22 | 1154 - ?                          | Alamanno                             | ?             |
| 22 | 1154 - ?                          | Manfredi                             | ?             |
| 22 | 1154 - ?                          | Pipino                               | ?             |
| 22 | 1154 - ?                          | Ildebrando                           | ?             |
| 22 | 1154 - ?                          | Gherardo                             | ?             |
| 22 | 1154 - ?                          | Pandolfo                             | ?             |
| 23 | 1155 - ?                          | Rodolfo Orlandi                      | Orlandi       |
| 23 | 1155 - ?                          | Cortevecchia Gualandi                | Gualandi      |
| 23 | 1155 - ?                          | Lamberto Grugno Battipaglia Gualandi | Gualandi      |
| 23 | 1155 - ?                          | Sismondo Sismondi                    | Sismondi      |
| 23 | 1155 - ?                          | Ildebrando Mele                      | Mele          |
| 23 | 1155 - ?                          | Teperto Duodi                        | Duodi         |
| 23 | 1155 - ?                          | Pietro Albizzone Casapieri           | Casapieri     |
| 23 | 1155 - ?                          | Cocco Griffi                         | Griffi        |
| 23 | 1155 - ?                          | Lamberto (da San Casciano)           | Grasso        |
| 23 | 1155 - ?                          | Enrico                               | ?             |
| 23 | 1155 - ?                          | Erizo                                | ?             |
| 23 | 1155 - ?                          | Lamberto                             | ?             |
| 23 | 1155 - ?                          | Buiti                                | ?             |
| 24 | 1156 - ?                          | Guinitone Sismondi                   | Sismondi      |
| 24 | 1156 - ?                          | Cocco Griffi                         | Griffi        |
| 24 | 1156 - ?                          | Alcherino Anfossi                    | Anfossi       |
| 24 | 1156 - ?                          | Glandolfino Baldovinaschi            | Baldovinaschi |
| 24 | 1156 - ?                          | Villano Ricucchi                     | Ricucchi      |
| 25 | 1157 - ?                          | Alcherio Anfossi                     | Anfossi       |
| 25 | 1157 - ?                          | Landolfo                             | ?             |
| 26 | 1158 - ?                          | Guittone Visconti                    | Visconti      |
| 26 | 1158 - ?                          | Pellario Orlandi                     | Orlandi       |
| 26 | 1158 - ?                          | Lamberto Cigolo Lanfranchi           | Lanfranchi    |
| 26 | 1158 - ?                          | Cocco Griffi                         | Griffi        |
| 26 | 1158 - ?                          | Teperto Duodi                        | Duodi         |
| 26 | 1158 - ?                          | Enrico Federici                      | Federici      |
| 26 | 1158 - ?                          | Ildebrando Mele                      | Mele          |
| 26 | 1158 - ?                          | Lamberto (da San Casciano)           | Grasso        |
| 26 | 1158 - ?                          | Pandolfo                             | ?             |
| 26 | 1158 - ?                          | Bulgarino                            | ?             |
| 27 | 1159 - ?                          | Teperto Duodi                        | Duodi         |
| 27 | 1159 - ?                          | Conte Sismondi                       | Sismondi      |
| 27 | 1159 - ?                          | Sismondo Sismondi                    | Sismondi      |
| 27 | 1159 - ?                          | Glandolfo Baldovinaschi              | Baldovinaschi |
| 27 | 1159 - ?                          | Alcherio Anfossi                     | Anfossi       |
| 27 | 1159 - ?                          | Cortevecchia Gualandi                | Gualandi      |
| 27 | 1159 - ?                          | Ugo Casalberti                       | Casalberti    |
| 27 | 1159 - ?                          | Coppario                             | ?             |
| 27 | 1159 - ?                          | Malpiglio                            | ?             |
| 28 | 1160 - ?                          | Cocco Griffi                         | Griffi        |
| 28 | 1160 - ?                          | Lamberto Grasso (da San Casciano)    | Grasso        |
| 28 | 1160 - ?                          | Boccio Gualandi                      | Gualandi      |
| 28 | 1160 - ?                          | Sismondo Sismondi                    | Sismondi      |
| 28 | 1160 - ?                          | Bolso Casapieri                      | Casapieri     |
| 28 | 1160 - ?                          | Enrico Federici                      | Federici      |
| 28 | 1160 - ?                          | Ranieri Federici                     | Federici      |
| 28 | 1160 - ?                          | Ugo Casalberti                       | Casalberti    |
| 28 | 1160 - ?                          | Lanfranco                            | ?             |
| 29 | 1161 - ?                          | Pellario Orlandi                     | Orlandi       |
| 29 | 1161 - ?                          | Ildebrando Mele                      | Mele          |
| 29 | 1161 - ?                          | Teperto Duodi                        | Duodi         |
| 29 | 1161 - ?                          | Pandolfino                           | ?             |
| 29 | 1161 - ?                          | Gherardo                             | ?             |
| 29 | 1161 - ?                          | Erizo                                | ?             |
| 29 | 1161 - ?                          | Gherardo                             | ?             |
| 29 | 1161 - ?                          | Gherardo (da San Casciano)           | ?             |
| 30 | 1162 - ?                          | Lamberto Lanfranchi                  | Lanfranchi    |
| 30 | 1162 - ?                          | Ildebrando Janni                     | Janni         |
| 30 | 1162 - ?                          | Benedetto Sismondi                   | Sismondi      |
| 30 | 1162 - ?                          | Enrico Sismondi                      | Sismondi      |
| 30 | 1162 - ?                          | Pietro Casapieri                     | Casapieri     |
| 30 | 1162 - ?                          | Laboratore                           | ?             |
| 30 | 1162 - ?                          | Ferione                              | ?             |
| 30 | 1162 - ?                          | Carone                               | ?             |
| 30 | 1162 - ?                          | Bonaccorso (da San Casciano)         | ?             |
| 31 | 1163 - ?                          | Guittone Visconti                    | Visconti      |
| 31 | 1163 - ?                          | Rodolfo Orlandi                      | Orlandi       |
| 31 | 1163 - ?                          | Marzucco Gaetani                     | Gaetani       |
| 31 | 1163 - ?                          | Cortevecchia Gualandi                | Gualandi      |
| 31 | 1163 - ?                          | Boccio Gualandi                      | Gualandi      |
| 31 | 1163 - ?                          | Villano Ricucchi                     | Ricucchi      |
| 31 | 1163 - ?                          | Guinizzello Sismondi                 | Sismondi      |
| 31 | 1163 - ?                          | Alcherio Anfossi                     | Anfossi       |
| 31 | 1163 - ?                          | Guido de Bella                       | de Bella      |
| 31 | 1163 - ?                          | Lamberto                             | ?             |
| 31 | 1163 - ?                          | Ottaviano                            | ?             |
| 31 | 1163 - ?                          | Goffredo (da San Felice)             | ?             |
| 32 | 1164 - ?                          | Gherardo Barattola Visconti          | Visconti      |
| 32 | 1164 - ?                          | Pellario Orlandi                     | Orlandi       |
| 32 | 1164 - ?                          | Ranieri Gaetani                      | Gaetani       |
| 32 | 1164 - ?                          | Benedetto Sismondi                   | Sismondi      |
| 32 | 1164 - ?                          | Enrico Sismondi                      | Sismondi      |
| 32 | 1164 - ?                          | Lamberto Crasso (da San Casciano)    | Crasso        |
| 32 | 1164 - ?                          | Ildebrando Bambone                   | Bambone       |
| 32 | 1164 - ?                          | Alamanno                             | ?             |
| 32 | 1164 - ?                          | Buiti                                | ?             |
| 32 | 1164 - ?                          | Ranieri                              | ?             |
| 32 | 1164 - ?                          | Vettulario                           | ?             |
| 32 | 1164 - ?                          | Ildebrando                           | ?             |
| 32 | 1164 - ?                          | Ugo (da Caprona)                     | ?             |
| 33 | 1165 - ?                          | Cocco Griffi                         | Griffi        |
| 33 | 1165 - ?                          | Uguccione Bonone                     | Bonone        |
| 33 | 1165 - ?                          | Guglielmo Sismondi                   | Sismondi      |
| 33 | 1165 - ?                          | Pietro Modone                        | Modone        |
| 33 | 1165 - ?                          | Tedice Erizi                         | Erizi         |
| 33 | 1165 - ?                          | Pietro Casapieri                     | Casapieri     |
| 33 | 1165 - ?                          | Guido de Bella                       | de Bella      |
| 33 | 1165 - ?                          | Ottaviano                            | ?             |
| 33 | 1165 - ?                          | Lanfranco                            | ?             |
| 33 | 1165 - ?                          | Malpiglio                            | ?             |
| 34 | 1166 - ?                          | Guittone Visconti                    | Visconti      |
| 34 | 1166 - ?                          | Rodolfo Orlandi                      | Orlandi       |
| 34 | 1166 - ?                          | Gaetano Gaetani                      | Gaetani       |
| 34 | 1166 - ?                          | Lamberto Battipaglia Gualandi        | Gualandi      |
| 34 | 1166 - ?                          | Stefano Masca                        | Masca         |
| 34 | 1166 - ?                          | Ildebrando Omici                     | Omici         |
| 34 | 1166 - ?                          | Erro Azzi                            | Azzi          |
| 34 | 1166 - ?                          | Ildebrando Familiati                 | Familiati     |
| 34 | 1166 - ?                          | Uguccione Bonone                     | Bonone        |
| 34 | 1166 - ?                          | Ildebrando Janni                     | Janni         |
| 34 | 1166 - ?                          | Cocco Griffi                         | Griffi        |
| 34 | 1166 - ?                          | Tedice Erizi                         | Erizi         |
| 34 | 1166 - ?                          | Lamberto Pandolfi                    | Pandolfi      |
| 34 | 1166 - ?                          | Ildebrando Bambone                   | Bambone       |
| 34 | 1166 - ?                          | Feriolo                              | ?             |
| 34 | 1166 - ?                          | Pietro                               | ?             |
| 34 | 1166 - ?                          | Vettulario                           | ?             |
| 34 | 1166 - ?                          | Brusco (da Cisanello)                | ?             |
| 35 | 1167 - ?                          | Ildebrando Visconti                  | Visconti      |
| 35 | 1167 - ?                          | Alberto Gualandi                     | Gualandi      |
| 35 | 1167 - ?                          | Benetto Sismondi                     | Sismondi      |
| 35 | 1167 - ?                          | Enrico Cane Sismondi                 | Sismondi      |
| 35 | 1167 - ?                          | Guido Casalei                        | Casalei       |
| 35 | 1167 - ?                          | Guido Casalei                        | Casalei       |
| 35 | 1167 - ?                          | Bulgarino Anfossi                    | Anfossi       |
| 35 | 1167 - ?                          | Teperto Duodi                        | Duodi         |
| 35 | 1167 - ?                          | Marco                                | ?             |
| 36 | 1168 - ?                          | Bandinacco Orlandi                   | Orlandi       |
| 36 | 1168 - ?                          | Raimondo Raimondelli                 | Raimondelli   |
| 36 | 1168 - ?                          | Turchio Casalei                      | Casalei       |
| 36 | 1168 - ?                          | Alberto Casapieri                    | Casapieri     |
| 36 | 1168 - ?                          | Ildebrando Omici                     | Omici         |
| 36 | 1168 - ?                          | Bernardo Omici                       | Omici         |
| 36 | 1168 - ?                          | Pietro de Bella                      | De Bella      |
| 36 | 1168 - ?                          | Alamanno                             | ?             |
| 36 | 1168 - ?                          | Piloso                               | ?             |
| 36 | 1168 - ?                          | Borghese                             | ?             |
| 36 | 1168 - ?                          | Vettulario                           | ?             |
| 36 | 1168 - ?                          | Ugo                                  | ?             |
| 36 | 1168 - ?                          | Lamberto                             | ?             |
| 36 | 1168 - ?                          | Ildebrando                           | ?             |
| 36 | 1168 - ?                          | Opizone                              | ?             |
| 36 | 1168 - ?                          | Gherarduccio (da San Casciano)       | ?             |
| 37 | 1169 - ?                          | Rodolfo Orlandi                      | Orlandi       |
| 37 | 1169 - ?                          | Enrico Sismondi                      | Sismondi      |
| 37 | 1169 - ?                          | Truffa Sismondi                      | Sismondi      |
| 37 | 1169 - ?                          | Gherardo Gualandi                    | Gualandi      |
| 37 | 1169 - ?                          | Guido Casalberti                     | Casalberti    |
| 37 | 1169 - ?                          | Ildebrando Bambone                   | Bambone       |
| 37 | 1169 - ?                          | Stefano Masca                        | Masca         |
| 37 | 1169 - ?                          | Guido Casalei                        | Casalei       |
| 37 | 1169 - ?                          | Uguccione Bonone                     | Bonone        |
| 37 | 1169 - ?                          | Lanfranco                            | ?             |
| 38 | 1170 - ?                          | Guittone Visconti                    | Visconti      |
| 38 | 1170 - ?                          | Sigerio Visconti                     | Visconti      |
| 38 | 1170 - ?                          | Fornaio Sismondi                     | Sismondi      |
| 38 | 1170 - ?                          | Guinizzello Sismondi                 | Sismondi      |
| 38 | 1170 - ?                          | Enrico Federici                      | Federici      |
| 38 | 1170 - ?                          | Malpiglio                            | ?             |
| 38 | 1170 - ?                          | Vitale                               | ?             |
| 38 | 1170 - ?                          | Ardecasa                             | ?             |
| 38 | 1170 - ?                          | Sigerio                              | ?             |
| 38 | 1170 - ?                          | Carone                               | ?             |
| 38 | 1170 - ?                          | Uberto                               | ?             |
| 38 | 1170 - ?                          | Paneporro                            | ?             |
| 39 | 1171 - ?                          | Lombardo Visconti                    | Visconti      |
| 39 | 1171 - ?                          | Gherardo Barattola Visconti          | Visconti      |
| 39 | 1171 - ?                          | Ugo Gualandi                         | Gualandi      |
| 39 | 1171 - ?                          | Guido Casalei                        | Casalei       |
| 39 | 1171 - ?                          | Bernardo Omici                       | Omici         |
| 39 | 1171 - ?                          | Torrisciano Baldovinaschi            | Baldovinaschi |
| 39 | 1171 - ?                          | Vettulario                           | ?             |
| 39 | 1171 - ?                          | Lamberto                             | ?             |
| 40 | 1172 - ?                          | Ranieri Gaetani                      | Gaetani       |
| 40 | 1172 - ?                          | Sigerio Mabilia                      | Mabilia       |
| 40 | 1172 - ?                          | Albizzello Sismondi                  | Sismondi      |
| 40 | 1172 - ?                          | Benedetto Sismondi                   | Sismondi      |
| 40 | 1172 - ?                          | Ildebrando Sismondi                  | Sismondi      |
| 40 | 1172 - ?                          | Gualfredo Mele                       | Mele          |
| 40 | 1172 - ?                          | Alcherio Anfossi                     | Anfossi       |
| 40 | 1172 - ?                          | Ildebrando Marzi                     | Marzi         |
| 40 | 1172 - ?                          | Ranieri (da San Casciano)            | ?             |
| 41 | 1173 - ?                          | Giuttone Visconti                    | Visconti      |
| 41 | 1173 - ?                          | Ildebrando Bambone                   | Bambone       |
| 41 | 1173 - ?                          | Roberto Ebriaci                      | Ebriaci       |
| 41 | 1173 - ?                          | Enrico Federici                      | Federici      |
| 41 | 1173 - ?                          | Gherardo Gualandi                    | Gualandi      |
| 41 | 1173 - ?                          | Ranieri Vernagallo Casalei           | Casalei       |
| 41 | 1173 - ?                          | Turchio                              | ?             |
| 41 | 1173 - ?                          | Vitale                               | ?             |
| 41 | 1173 - ?                          | Gaetano                              | ?             |
| 42 | 1174 - ?                          | Amizo Visconti                       | Visconti      |
| 42 | 1174 - ?                          | Gherardo Visconti                    | Visconti      |
| 42 | 1174 - ?                          | Bandinacco Orlandi                   | Orlandi       |
| 42 | 1174 - ?                          | Griffo Griffi                        | Griffi        |
| 42 | 1174 - ?                          | Albertino Casapieri                  | Casapieri     |
| 42 | 1174 - ?                          | Kinzicese                            | ?             |
| 42 | 1174 - ?                          | Carone                               | ?             |
| 42 | 1174 - ?                          | Paneporro                            | ?             |
| 42 | 1174 - ?                          | Cerino                               | ?             |
| 42 | 1174 - ?                          | Gherardo (da San Casciano)           | ?             |
| 43 | 1175 - ?                          | Ildebrandino Orlandi                 | Orlandi       |
| 43 | 1175 - ?                          | Marzucco Gaetani                     | Gaetani       |
| 43 | 1175 - ?                          | Enrico Sismondi                      | Sismondi      |
| 43 | 1175 - ?                          | Benedetto Sismondi                   | Sismondi      |
| 43 | 1175 - ?                          | Albertino                            | ?             |
| 44 | 1176 - ?                          | Gherardo Barattola Visconti          | Visconti      |
| 44 | 1176 - ?                          | Sigerio Visconti                     | Visconti      |
| 44 | 1176 - ?                          | Guido Casalei                        | Casalei       |
| 44 | 1176 - ?                          | Alcherio Anfossi                     | Anfossi       |
| 44 | 1176 - ?                          | Ranieri                              | ?             |
| 44 | 1176 - ?                          | Paneporro                            | ?             |
| 44 | 1176 - ?                          | Sigerio                              | ?             |
| 44 | 1176 - ?                          | Carone                               | ?             |
| 44 | 1176 - ?                          | Gaetano                              | ?             |
| 45 | 1177 - ?                          | Bulgarino Visconti                   | Visconti      |
| 45 | 1177 - ?                          | Lamberto Cigolo Lanfranchi           | Lanfranchi    |
| 45 | 1177 - ?                          | Gualfredo Mele                       | Mele          |
| 45 | 1177 - ?                          | Ildebrando Sismondi                  | Sismondi      |
| 45 | 1177 - ?                          | Ugo                                  | ?             |
| 45 | 1177 - ?                          | Cortevecchia                         | ?             |
| 45 | 1177 - ?                          | Lamberto (da San Casciano)           | ?             |
| 46 | 1178 - ?                          | Marzucco Gaetani                     | Gaetani       |
| 46 | 1178 - ?                          | Roberto Ebriaci                      | Ebriaci       |
| 46 | 1178 - ?                          | Albizzello Casapieri                 | Casapieri     |
| 46 | 1178 - ?                          | Ranieri Vernagallo Casalei           | Casalei       |
| 46 | 1178 - ?                          | Enrico Federici                      | Federici      |
| 46 | 1178 - ?                          | Vitale Gattabianca                   | Gattabianca   |
| 46 | 1178 - ?                          | Ildebrando Del Bagno                 | Del Bagno     |
| 46 | 1178 - ?                          | Gaetano                              | ?             |
| 46 | 1178 - ?                          | Sigerio                              | ?             |
| 47 | 1179 - ?                          | Bulgarino Visconti                   | Visconti      |
| 47 | 1179 - ?                          | Enrico Sismondi                      | Sismondi      |
| 47 | 1179 - ?                          | Truffa Sismondi                      | Sismondi      |
| 47 | 1179 - ?                          | Bernardo Cacioppuli                  | Cacioppuli    |
| 47 | 1179 - ?                          | Ugo                                  | ?             |
| 47 | 1179 - ?                          | Borghese                             | ?             |
| 47 | 1179 - ?                          | Gaio                                 | ?             |
| 47 | 1179 - ?                          | Ugo                                  | ?             |
| 47 | 1179 - ?                          | Gherardo (da San Casciano)           | ?             |
| 48 | 1180 - ?                          | Gottifredo Visconti                  | Visconti      |
| 48 | 1180 - ?                          | Ranieri Visconti                     | Visconti      |
| 48 | 1180 - ?                          | Ildebrando Sismondi                  | Sismondi      |
| 48 | 1180 - ?                          | Alberto Gualandi                     | Gualandi      |
| 48 | 1180 - ?                          | Gaetano Casalberti                   | Casalberti    |
| 48 | 1180 - ?                          | Ildebrando Bambone                   | Bambone       |
| 48 | 1180 - ?                          | Cortevecchia                         | ?             |
| 49 | 1181 - ?                          | Bulgarino Visconti                   | Visconti      |
| 49 | 1181 - ?                          | Sigerio Visconti                     | Visconti      |
| 49 | 1181 - ?                          | Alcherio Anfossi                     | Anfossi       |
| 49 | 1181 - ?                          | Paganello Sismondi                   | Sismondi      |
| 49 | 1181 - ?                          | Lamberto                             | ?             |
| 49 | 1181 - ?                          | Gaetano                              | ?             |
| 50 | 1182 - ?                          | Ugo Visconti                         | Visconti      |
| 50 | 1182 - ?                          | Alberto Gualandi                     | Gualandi      |
| 50 | 1182 - ?                          | Gaio Sismondi                        | Sismondi      |
| 50 | 1182 - ?                          | Enrico Sismondi                      | Sismondi      |
| 50 | 1182 - ?                          | Albizzello Sismondi                  | Sismondi      |
| 50 | 1182 - ?                          | Ildebrando Bambone                   | Bambone       |
| 51 | 1183 - 1185                       | Gherardo Visconti                    | Visconti      |
| 51 | 1183 - 1185                       | Eldizo Visconti                      | Visconti      |
| 51 | 1183 - 1185                       | Alberto Visconti                     | Visconti      |
| 51 | 1183 - 1185                       | Bulgarino                            | ?             |
| 51 | 1183 - 1185                       | Cortevecchia                         | ?             |
| 51 | 1183 - 1185                       | Gherardo                             | ?             |
| 51 | 1183 - 1185                       | Odimondo                             | ?             |
| 51 | 1183 - 1185                       | Vitale                               | ?             |
| 51 | 1183 - 1185                       | Pegolotto                            | ?             |
| 52 | 1186 - ?                          | Bulgarino Visconti                   | Visconti      |
| 52 | 1186 - ?                          | Ildebrando Orlandi                   | Orlandi       |
| 52 | 1186 - ?                          | Bulgarino Anfossi                    | Anfossi       |
| 52 | 1186 - ?                          | Gaetano                              | ?             |
| 53 | 1187 - ?                          | Ranieri Visconti                     | Visconti      |
| 53 | 1187 - ?                          | Alberto Gualandi                     | Gualandi      |
| 54 | 1188 - ?                          | Ugo Visconti                         | Visconti      |
| 54 | 1188 - ?                          | Filippo Casalei                      | Casalei       |
| 54 | 1188 - ?                          | Ildebrando Bambone                   | Bambone       |
| 54 | 1188 - ?                          | Lamberto                             | ?             |
| 54 | 1188 - ?                          | Pipino                               | ?             |
| 54 | 1188 - ?                          | Vitale                               | ?             |